# Saison 2010-2011 des Ducks d'Anaheim
Autres saisons
Saison précédente Saison suivante
Cette page présente les résultats de la saison 2010-2011 des Ducks d'Anaheim, équipe de hockey sur glace de la Ligue nationale de hockey.

## Pré-saison

### Choix de repêchage
| Ronde | Rang | Joueur              | Position     | Nationalité | Équipe junior                             |
| ----- | ---- | ------------------- | ------------ | ----------- | ----------------------------------------- |
| 1     | 12   | Cam Fowler          | Défenseur    | États-Unis  | Spitfires de Windsor (LHO)                |
| 1     | 29   | Emerson Etem        | Ailier droit | États-Unis  | Tigers de Medicine Hat (LHOu)             |
| 2     | 42   | Devante Smith-Pelly | Ailier droit | Canada      | St. Michael's Majors de Mississauga (LHO) |
| 5     | 122  | Christopher Wagner  | Ailier droit | États-Unis  | Kings de South Shore (EJHL)               |
| 5     | 132  | Tim Heed            | Défenseur    | Suède       | Södertälje SK (Elitserien)                |
| 6     | 161  | Andreas Dahlstrom   | Centre       | Suède       | Skellefteå AIK (Elitserien)               |
| 6     | 192  | Brett Perlini       | Ailier droit | Canada      | Spartans de Michigan State (CCHA)         |

### Nouveaux contrats
| Joueur                  | Date             | Durée du contrat | Salaire    |
| ----------------------- | ---------------- | ---------------- | ---------- |
| Josh Brittain           | 6 mai 2010       | 3 ans            | 1 730 000$ |
| Brandon McMillan        | 28 mai 2010      | 3 ans            | 2 625 000$ |
| Sheldon Brookbank       | 2 juin 2010      | 2 ans            | 1 500 000$ |
| Kyle Chipchura          | 18 juin 2010     | 1 an             | 650 000$   |
| Jean-Philippe Levasseur | 30 juin 2010     | 1 an             | 500 000$   |
| Saku Koivu              | 1er juillet 2010 | 2 ans            | 5 000 000$ |
| Brendan Mikkelson       | 15 juillet 2010  | 1 an             | 687 000$   |
| Cam Fowler              | 28 juillet 2010  | 3 ans            | 4 200 000$ |
| James Wisniewski        | 30 juin 2010     | 1 an             | 3 250 000$ |
| Kyle Palmieri           | 3 août 2010      | 3 ans            | 3 225 000$ |
| Teemu Selänne           | 9 août 2010      | 1 an             | 3 250 000$ |

### Arrivées d'agents libres
| Joueur       | Date             | Durée du contrat | Salaire    | Ancienne franchise         |
| ------------ | ---------------- | ---------------- | ---------- | -------------------------- |
| Toni Lydman  | 1er juillet 2010 | 3 ans            | 9 000 000$ | Sabres de Buffalo          |
| Trevor Smith | 2 juillet 2010   | 1 an             | 550 000$   | Sound Tigers de Bridgeport |
| Josh Green   | 12 juillet 2010  | 1 an             | 575 000$   | Modo Hockey                |
| Danny Syvret | 21 juillet 2010  | 1 an             | 600 000$   | Flyers de Philadelphie     |
| Andy Sutton  | 2 août 2010      | 2 ans            | 4 250 000$ | Sénateurs d'Ottawa         |

### Départs d'agents libres
| Joueur          | Date            | Durée du contrat | Salaire    | Franchise suivante   |
| --------------- | --------------- | ---------------- | ---------- | -------------------- |
| Joey MacDonald  | 2 juillet 2010  | 1 an             | 550 000$   | Red Wings de Détroit |
| Brennan Evans   | 11 juillet 2010 | 2 ans            | 1 025 000$ | Blues de Saint-Louis |
| Nathan Oystrick | 11 juillet 2010 | 1 an             | 600 000$   | Blues de Saint-Louis |

### Joueur retraités
- Scott Niedermayer
- Aaron Ward

## Matchs préparatoires
| No | Date         | Visiteur             | Heure | Score | Domicile             | Bilan | Aréna                   | Chaîne de Télévision                   |
| -- | ------------ | -------------------- | ----- | ----- | -------------------- | ----- | ----------------------- | -------------------------------------- |
| 1  | 21 septembre | Coyotes de Phoenix   | 22h00 | 4-1   | Ducks d'Anaheim      | 0-1-0 | Honda Center            |                                        |
| 2  | 22 septembre | Sharks de San José   | 22h00 | 2-5   | Ducks d'Anaheim      | 1-1-0 | Honda Center            |                                        |
| 3  | 24 septembre | Ducks d'Anaheim      | 22h30 | 5-4   | Sharks de San José   | 2-1-0 | HP Pavilion at San Jose |                                        |
| 4  | 25 septembre | Ducks d'Anaheim      | 22h00 | 1-4   | Canucks de Vancouver | 2-2-0 | Rogers Arena            | CBC (HD)                               |
| 5  | 28 septembre | Ducks d'Anaheim      | 22h30 | 3-8   | Kings de Los Angeles | 2-3-0 | Staples Center          |                                        |
| 6  | 1er octobre  | Canucks de Vancouver | 22h00 | 4-2   | Ducks d'Anaheim      | 2-4-0 | Honda Center            | NHL Network États-Unis, SNET Pacifique |
| 7  | 3 octobre    | Kings de Los Angeles | 20h00 | 2-3   | Ducks d'Anaheim      | 3-4-0 | Honda Center            |                                        |

## Saison régulière

### Octobre
| no | Date       | Visiteur             | Score | Domicile                 | Fiche | Pts | Aréna                    |
| -- | ---------- | -------------------- | ----- | ------------------------ | ----- | --- | ------------------------ |
| 1  | 8 octobre  | Ducks d'Anaheim      | 0-4   | Red Wings de Détroit     | 0-1-0 | 0   | Joe Louis Arena          |
| 2  | 9 octobre  | Ducks d'Anaheim      | 1-4   | Predators de Nashville   | 0-2-0 | 0   | Bridgestone Arena        |
| 3  | 11 octobre | Ducks d'Anaheim      | 1-5   | Blues de Saint-Louis     | 0-3-0 | 0   | Scottrade Center         |
| 4  | 13 octobre | Canucks de Vancouver | 3-4   | Ducks d'Anaheim          | 1-3-0 | 2   | Honda Center             |
| 5  | 15 octobre | Thrashers d'Atlanta  | 5-4   | Ducks d'Anaheim          | 1-3-1 | 3   | Honda Center             |
| 6  | 17 octobre | Coyotes de Phoenix   | 2-3   | Ducks d'Anaheim          | 2-3-1 | 5   | Honda Center             |
| 7  | 20 octobre | Ducks d'Anaheim      | 1-3   | Blue Jackets de Columbus | 2-4-1 | 5   | Nationwide Arena         |
| 8  | 21 octobre | Ducks d'Anaheim      | 3-2   | Flyers de Philadelphie   | 3-4-1 | 7   | Wells Fargo Center       |
| 9  | 23 octobre | Ducks d'Anaheim      | 4-5   | Red Wings de Détroit     | 3-5-1 | 7   | Joe Louis Arena          |
| 10 | 26 octobre | Ducks d'Anaheim      | 5-2   | Stars de Dallas          | 4-5-1 | 9   | American Airlines Center |
| 11 | 29 octobre | Devils du New Jersey | 2-1   | Ducks d'Anaheim          | 4-6-1 | 9   | Honda Center             |
| 12 | 30 octobre | Ducks d'Anaheim      | 2-5   | Sharks de San José       | 4-7-1 | 9   | HP Pavilion at San Jose  |

### Novembre
| no | Date        | Visiteur                 | Score | Domicile              | Fiche   | Pts | Aréna                    |
| -- | ----------- | ------------------------ | ----- | --------------------- | ------- | --- | ------------------------ |
| 13 | 3 novembre  | Lightning de Tampa Bay   | 2-3   | Ducks d'Anaheim       | 5-7-1   | 11  | Honda Center             |
| 14 | 5 novembre  | Penguins de Pittsburgh   | 2-3   | Ducks d'Anaheim       | 6-7-1   | 13  | Honda Center             |
| 15 | 7 novembre  | Predators de Nashville   | 4-5   | Ducks d'Anaheim       | 7-7-1   | 15  | Scottrade Center         |
| 16 | 9 novembre  | Ducks d'Anaheim          | 3-2   | Sharks de San José    | 8-7-1   | 17  | HP Pavilion at San Jose  |
| 17 | 10 novembre | Islanders de New York    | 0-1   | Ducks d'Anaheim       | 9-7-1   | 19  | Honda Center             |
| 18 | 12 novembre | Stars de Dallas          | 2-4   | Ducks d'Anaheim       | 10-7-1  | 21  | Honda Center             |
| 19 | 14 novembre | Ducks d'Anaheim          | 2-3   | Blackhawks de Chicago | 10-7-2  | 22  | United Center            |
| 20 | 16 novembre | Ducks d'Anaheim          | 1-2   | Stars de Dallas       | 10-8-2  | 22  | American Airlines Center |
| 21 | 17 novembre | Ducks d'Anaheim          | 1-2   | Wild du Minnesota     | 10-8-3  | 23  | Xcel Energy Center       |
| 22 | 19 novembre | Blue Jackets de Columbus | 4-3   | Ducks d'Anaheim       | 10-9-3  | 23  | Honda Center             |
| 23 | 21 novembre | Oilers d'Edmonton        | 4-2   | Ducks d'Anaheim       | 10-10-3 | 23  | Honda Center             |
| 24 | 26 novembre | Blackhawks de Chicago    | 4-1   | Ducks d'Anaheim       | 10-11-3 | 23  | HP Pavilion at San Jose  |
| 25 | 27 novembre | Ducks d'Anaheim          | 6-4   | Coyotes de Phoenix    | 11-11-3 | 25  | Jobing.com Arena         |
| 26 | 29 novembre | Kings de Los Angeles     | 0-2   | Ducks d'Anaheim       | 12-11-3 | 27  | Honda Center             |

### Décembre
| no | Date         | Visiteur               | Score | Domicile                  | Fiche   | Pts | Aréna                             |
| -- | ------------ | ---------------------- | ----- | ------------------------- | ------- | --- | --------------------------------- |
| 27 | 1er décembre | Panthers de la Floride | 3-5   | Ducks d'Anaheim           | 13-11-3 | 29  | Honda Center                      |
| 28 | 3 décembre   | Red Wings de Détroit   | 4-0   | Ducks d'Anaheim           | 13-12-3 | 29  | Honda Center                      |
| 29 | 5 décembre   | Coyotes de Phoenix     | 3-0   | Ducks d'Anaheim           | 13-13-3 | 29  | Honda Center                      |
| 30 | 7 décembre   | Ducks d'Anaheim        | 3-2   | Oilers d'Edmonton         | 14-13-3 | 31  | Rexall Place                      |
| 31 | 8 décembre   | Ducks d'Anaheim        | 4-5   | Canucks de Vancouver      | 14-13-4 | 32  | Rogers Arena                      |
| 32 | 10 décembre  | Flames de Calgary      | 2-3   | Ducks d'Anaheim           | 15-13-4 | 34  | Honda Center                      |
| 33 | 12 décembre  | Wild du Minnesota      | 2-6   | Ducks d'Anaheim           | 16-13-4 | 36  | Honda Center                      |
| 34 | 15 décembre  | Ducks d'Anaheim        | 2-1   | Capitals de Washington    | 17-13-4 | 38  | Verizon Center                    |
| 35 | 16 décembre  | Ducks d'Anaheim        | 2-3   | Islanders de New York     | 17-14-4 | 38  | Nassau Veterans Memorial Coliseum |
| 36 | 18 décembre  | Ducks d'Anaheim        | 2-4   | Hurricanes de la Caroline | 17-15-4 | 38  | RBC Center                        |
| 37 | 20 décembre  | Ducks d'Anaheim        | 3-0   | Bruins de Boston          | 18-15-4 | 40  | TD Garden                         |
| 38 | 21 décembre  | Ducks d'Anaheim        | 2-5   | Sabres de Buffalo         | 18-16-4 | 40  | HSBC Arena                        |
| 39 | 26 décembre  | Ducks d'Anaheim        | 1-4   | Kings de Los Angeles      | 18-17-4 | 40  | Staples Center                    |
| 40 | 28 décembre  | Ducks d'Anaheim        | 3-1   | Coyotes de Phoenix        | 19-17-4 | 42  | Jobing.com Arena                  |
| 41 | 31 décembre  | Flyers de Philadelphie | 2-5   | Ducks d'Anaheim           | 20-17-4 | 44  | Honda Center                      |

### Janvier
| no | Date       | Visiteur                 | Score | Domicile                 | Fiche   | Pts | Aréna               |
| -- | ---------- | ------------------------ | ----- | ------------------------ | ------- | --- | ------------------- |
| 42 | 2 janvier  | Blackhawks de Chicago    | 1-2   | Ducks d'Anaheim          | 21-17-4 | 46  | Honda Center        |
| 43 | 5 janvier  | Predators de Nashville   | 4-1   | Ducks d'Anaheim          | 21-18-4 | 46  | Honda Center        |
| 44 | 7 janvier  | Blue Jackets de Columbus | 0-6   | Ducks d'Anaheim          | 22-18-4 | 48  | Honda Center        |
| 45 | 9 janvier  | Sharks de San José       | 0-1   | Ducks d'Anaheim          | 23-18-4 | 50  | Honda Center        |
| 46 | 12 janvier | Blues de Saint-Louis     | 4-7   | Ducks d'Anaheim          | 24-18-4 | 52  | Honda Center        |
| 47 | 15 janvier | Ducks d'Anaheim          | 2-6   | Coyotes de Phoenix       | 24-19-4 | 52  | Jobing.com Arena    |
| 48 | 16 janvier | Oilers d'Edmonton        | 2-3   | Ducks d'Anaheim          | 25-19-4 | 54  | Honda Center        |
| 49 | 18 janvier | Ducks d'Anaheim          | 2-1   | Sénateurs d'Ottawa       | 26-19-4 | 56  | Place Banque Scotia |
| 50 | 20 janvier | Ducks d'Anaheim          | 2-5   | Maple Leafs de Toronto   | 26-20-4 | 56  | Centre Air Canada   |
| 51 | 22 janvier | Ducks d'Anaheim          | 4-3   | Canadiens de Montréal    | 27-20-4 | 58  | Centre Bell         |
| 52 | 25 janvier | Ducks d'Anaheim          | 3-2   | Blue Jackets de Columbus | 28-20-4 | 60  | Nationwide Arena    |

### Février
| no | Date       | Visiteur               | Score | Domicile              | Fiche   | Pts | Aréna                |
| -- | ---------- | ---------------------- | ----- | --------------------- | ------- | --- | -------------------- |
| 53 | 2 février  | Sharks de San José     | 4-3   | Ducks d'Anaheim       | 28-21-4 | 60  | Honda Center         |
| 54 | 5 février  | Ducks d'Anaheim        | 3-0   | Avalanche du Colorado | 29-21-4 | 62  | Pepsi Center         |
| 55 | 9 février  | Ducks d'Anaheim        | 4-3   | Canucks de Vancouver  | 30-21-4 | 64  | Rogers Arena         |
| 56 | 11 février | Ducks d'Anaheim        | 5-4   | Flames de Calgary     | 31-21-4 | 66  | Pengrowth Saddledome |
| 57 | 13 février | Ducks d'Anaheim        | 4-0   | Oilers d'Edmonton     | 32-21-4 | 68  | Rexall Place         |
| 58 | 16 février | Capitals de Washington | 7-6   | Ducks d'Anaheim       | 32-22-4 | 68  | Honda Center         |
| 59 | 18 février | Ducks d'Anaheim        | 1-5   | Wild du Minnesota     | 32-23-4 | 68  | Xcel Energy Center   |
| 60 | 19 février | Ducks d'Anaheim        | 3-9   | Blues de Saint-Louis  | 32-24-4 | 68  | Scottrade Center     |
| 61 | 23 février | Kings de Los Angeles   | 3-2   | Ducks d'Anaheim       | 32-25-4 | 68  | Honda Center         |
| 62 | 25 février | Wild du Minnesota      | 3-2   | Ducks d'Anaheim       | 32-25-5 | 69  | Honda Center         |
| 63 | 27 février | Avalanche du Colorado  | 2-3   | Ducks d'Anaheim       | 33-25-5 | 71  | Honda Center         |

### Mars
| no | Date    | Visiteur              | Score | Domicile               | Fiche   | Pts | Aréna                    |
| -- | ------- | --------------------- | ----- | ---------------------- | ------- | --- | ------------------------ |
| 64 | 2 mars  | Red Wings de Détroit  | 1-2   | Ducks d'Anaheim        | 34-25-5 | 73  | Honda Center             |
| 65 | 4 mars  | Stars de Dallas       | 3-4   | Ducks d'Anaheim        | 35-25-5 | 75  | Honda Center             |
| 66 | 6 mars  | Canucks de Vancouver  | 3-0   | Ducks d'Anaheim        | 35-26-5 | 75  | Honda Center             |
| 67 | 9 mars  | Rangers de New York   | 2-5   | Ducks d'Anaheim        | 36-26-5 | 77  | Honda Center             |
| 68 | 11 mars | Ducks d'Anaheim       | 6-2   | Avalanche du Colorado  | 37-26-5 | 79  | Pepsi Center             |
| 69 | 13 mars | Coyotes de Phoenix    | 5-2   | Ducks d'Anaheim        | 37-27-5 | 79  | Honda Center             |
| 70 | 16 mars | Blues de Saint-Louis  | 1-2   | Ducks d'Anaheim        | 38-27-5 | 81  | Honda Center             |
| 71 | 19 mars | Ducks d'Anaheim       | 2-1   | Kings de Los Angeles   | 39-27-5 | 83  | Staples Center           |
| 72 | 20 mars | Flames de Calgary     | 4-5   | Ducks d'Anaheim        | 40-27-5 | 85  | Honda Center             |
| 73 | 23 mars | Ducks d'Anaheim       | 4-3   | Stars de Dallas        | 41-27-5 | 87  | American Airlines Center |
| 74 | 24 mars | Ducks d'Anaheim       | 4-5   | Predators de Nashville | 41-28-5 | 87  | Bridgestone Arena        |
| 75 | 26 mars | Ducks d'Anaheim       | 2-1   | Blackhawks de Chicago  | 42-28-5 | 89  | United Center            |
| 76 | 28 mars | Avalanche du Colorado | 4-5   | Ducks d'Anaheim        | 43-28-5 | 91  | Honda Center             |
| 77 | 30 mars | Flames de Calgary     | 2-4   | Ducks d'Anaheim        | 44-28-5 | 93  | Honda Center             |

### Avril
| no | Date    | Visiteur             | Score | Domicile             | Fiche   | Pts | Aréna                   |
| -- | ------- | -------------------- | ----- | -------------------- | ------- | --- | ----------------------- |
| 78 | 2 avril | Ducks d'Anaheim      | 2-4   | Sharks de San José   | 44-29-5 | 93  | HP Pavilion at San Jose |
| 79 | 3 avril | Stars de Dallas      | 4-3   | Ducks d'Anaheim      | 44-30-5 | 93  | Honda Center            |
| 80 | 6 avril | Sharks de San José   | 2-6   | Ducks d'Anaheim      | 45-30-5 | 95  | Honda Center            |
| 81 | 8 avril | Kings de Los Angeles | 1-2   | Ducks d'Anaheim      | 46-30-5 | 97  | Honda Center            |
| 82 | 9 avril | Ducks d'Anaheim      | 3-1   | Kings de Los Angeles | 47-30-5 | 99  | Staples Center          |

### Classement
| Clt   | Équipe                   | PJ | V  | D  | DP | BP  | BC  | Pts |
| ----- | ------------------------ | -- | -- | -- | -- | --- | --- | --- |
| +001, | Sharks de San José (2)   | 82 | 48 | 25 | 9  | 248 | 213 | 105 |
| +002, | Ducks d'Anaheim (4)      | 82 | 47 | 30 | 5  | 239 | 235 | 99  |
| +003, | Coyotes de Phoenix (6)   | 82 | 43 | 26 | 13 | 231 | 226 | 99  |
| +004, | Kings de Los Angeles (7) | 82 | 46 | 30 | 6  | 219 | 198 | 98  |
| +005, | Stars de Dallas (9)      | 82 | 42 | 29 | 11 | 227 | 233 | 95  |

| +001, | Canucks de Vancouver     | NO | 82 | 54 | 19 | 9  | 262 | 185 | 117 |  |  |  |
| +002, | Sharks de San José       | PA | 82 | 48 | 25 | 9  | 248 | 213 | 105 |  |  |  |
| +003, | Red Wings de Détroit     | CE | 82 | 47 | 25 | 10 | 261 | 241 | 104 |  |  |  |
| +004, | Ducks d'Anaheim          | PA | 82 | 47 | 30 | 5  | 239 | 235 | 99  |  |  |  |
| +005, | Predators de Nashville   | CE | 82 | 44 | 27 | 11 | 219 | 194 | 99  |  |  |  |
| +006, | Coyotes de Phoenix       | PA | 82 | 43 | 26 | 13 | 231 | 226 | 99  |  |  |  |
| +007, | Kings de Los Angeles     | PA | 82 | 46 | 30 | 6  | 219 | 198 | 98  |  |  |  |
| +008, | Blackhawks de Chicago    | CE | 82 | 44 | 29 | 9  | 258 | 225 | 97  |  |  |  |
|       |                          |    |    |    |    |    |     |     |     |  |  |  |
| +009, | Stars de Dallas          | PA | 82 | 42 | 29 | 11 | 227 | 233 | 95  |  |  |  |
| +010, | Flames de Calgary        | NO | 82 | 41 | 29 | 12 | 250 | 237 | 94  |  |  |  |
| +011, | Blues de Saint-Louis     | CE | 82 | 38 | 33 | 11 | 240 | 234 | 87  |  |  |  |
| +012, | Wild du Minnesota        | NO | 82 | 39 | 35 | 8  | 206 | 233 | 86  |  |  |  |
| +013, | Blue Jackets de Columbus | CE | 82 | 34 | 35 | 13 | 215 | 258 | 81  |  |  |  |
| +014, | Avalanche du Colorado    | NO | 82 | 30 | 44 | 8  | 227 | 288 | 68  |  |  |  |
| +015, | Oilers d'Edmonton        | NO | 82 | 25 | 45 | 12 | 193 | 269 | 62  |  |  |  |

## Séries éliminatoires
Les Ducks d'Anaheim et les Predators de Nashville, respectivement classés en quatrième et cinquième place de la conférence de l'Ouest, s'affrontent en séries éliminatoires. Ces deux équipes totalisent toutes les deux 99 points à l'issue de la saison régulière. Il faut six matchs pour que les Predators éliminent les Ducks en remportant le sixième match 4-2 et pour la première fois de leur histoire, l'équipe entraînée par Barry Trotz remporte une ronde en série.
| 13 avril 2011 | Anaheim | 1-4 (0-1, 0-2, 1-1) | Nashville | Honda Center 17 174 spectateurs |

| Feuille de match                             | Feuille de match                                        | Feuille de match    | Feuille de match | Feuille de match                                                   |
| -------------------------------------------- | ------------------------------------------------------- | ------------------- | --- | ------------------------------------------------------------------ |
|                                              | - T. Selänne (S. Koivu - R. Getzlaf) (SN) — 51 min 24 s | 0-1 0-2 0-3 0-4 1-4 | 4 min 13 s — S. Weber (M. Fisher - R. Suter) (SN) 35 min 16 s — S. Sullivan (C. Franson - B. Geoffrion) 38 min 8 s — M. Fisher (P. Hörnqvist - K. Klein) 40 min 56 s — M. Fisher (J. Blum) - | Arbitrage : Kevin Pollock, Chris Lee Ryan Galloway, Pierre Racicot |
| D. Ellis (40 min 56 s) R. Emery (19 min 4 s) | Gardiens                                                | P. Rinne            | | Arbitrage : Kevin Pollock, Chris Lee Ryan Galloway, Pierre Racicot |
| 46 min                                       | Pénalités                                               | 14 min              | | Arbitrage : Kevin Pollock, Chris Lee Ryan Galloway, Pierre Racicot |
| 28                                           | Tirs                                                    | 30                  | | Arbitrage : Kevin Pollock, Chris Lee Ryan Galloway, Pierre Racicot |

| 15 avril 2011 | Anaheim | 5-3 (2-0, 2-1, 1-2) | Nashville | Honda Center 17 174 spectateurs |

| Feuille de match | Feuille de match | Feuille de match                | Feuille de match | Feuille de match                                                              |
| ---------------- | --- | ------------------------------- | --- | ----------------------------------------------------------------------------- |
|                  | C. Perry (S. Koivu - Ľ. Višňovský) (SN) — 5 min 24 s T. Selänne (C. Fowler - R. Getzlaf) (SN) — 6 min 2 s - B. Ryan (R. Getzlaf -F. Beauchemin) — 27 min 12 s R. Getzlaf (C. Perry - F. Beauchemin) — 35 min 54 s - B. Ryan (C. Fowler - C. Perry) — 59 min 7 s (cage vide) | 1-0 2-0 2-1 3-1 4-1 4-2 4-3 5-3 | - 4 min 29 s — S. Weber (S. Kastsitsyne - M. Fisher) (SN) - 41 min 30 s — P. Hornqvist (S. Weber - S. Kastsitsyne) (SN) 50 min 17 s — J. Ward (M. Erat - D. Legwand) - | Arbitrage : Marc Joannette, François St-Laurent Pierre Racicot, Ryan Galloway |
| R. Emery         | Gardiens | P. Rinne                        | | Arbitrage : Marc Joannette, François St-Laurent Pierre Racicot, Ryan Galloway |
| 14 min           | Pénalités | 12 min                          | | Arbitrage : Marc Joannette, François St-Laurent Pierre Racicot, Ryan Galloway |
| 28               | Tirs | 34                              | | Arbitrage : Marc Joannette, François St-Laurent Pierre Racicot, Ryan Galloway |

| 17 avril 2011 | Nashville | 4-3 (2-0, 0-2, 2-1) | Anaheim | Bridgestone Arena 17 113 spectateurs |

| Feuille de match | Feuille de match | Feuille de match            | Feuille de match | Feuille de match                                                   |
| ---------------- | --- | --------------------------- | --- | ------------------------------------------------------------------ |
|                  | M. Erat (C. Franson - J. Ward) (SN) — 15 min 0 s J. Tootoo (J. Smithson) — 15 min 38 s - D. Legwand (R. Suter - M. Erat) — 45 min 25 s - M. Fisher (S. Kastsitsyne - R. Suter) — 50 min 21 s | 1-0 2-0 2-1 2-2 3-2 3-3 4-3 | - 38 min 10 s — T. Selänne (C. Perry) (SN) 38 min 40 s — T. Selänne (C. Perry) - 46 min 48 s — M. Beleskey (S. Koivu) - | Arbitrage : Stephen Walkom, Ian Walsh Scott Cherrey, Greg Devorski |
| P. Rinne         | Gardiens | R. Emery                    | | Arbitrage : Stephen Walkom, Ian Walsh Scott Cherrey, Greg Devorski |
| 11 min           | Pénalités | 17 min                      | | Arbitrage : Stephen Walkom, Ian Walsh Scott Cherrey, Greg Devorski |
| 37               | Tirs | 16                          | | Arbitrage : Stephen Walkom, Ian Walsh Scott Cherrey, Greg Devorski |

| 20 avril 2011 | Nashville | 3-6 (1-2, 2-1, 0-3) | Anaheim | Bridgestone Arena 17 113 spectateurs |

| Feuille de match                                 | Feuille de match | Feuille de match                    | Feuille de match | Feuille de match                                                          |
| ------------------------------------------------ | --- | ----------------------------------- | --- | ------------------------------------------------------------------------- |
|                                                  | - P. Hörnqvist (S. Kastsitsyne - S. Weber) — 5 min 45 s J. Ward (C. Franson - S. Sullivan) (SN) — 25 min 44 s - M. Halischuk (K. Klein - J. Blum) — 34 min 15 s - | 0-1 0-2 1-2 2-2 2-3 3-3 3-4 3-5 3-6 | 4 min 41 s — C. Fowler (C. Perry) (SN) 5 min 14 s — S. Koivu (J. Blake) - 31 min 41 s — T. Selänne (R. Getzlaf - C. Fowler) (SN) - 41 min 17 s — C. Perry (B. McMillan) (IN) 44 min 51 s — R. Getzlaf (C. Perry) 46 min 46 s — B. McMillan (T. Marchant - Ľ. Višňovský) | Arbitrage : Dan O'Halloran, Brian Pochmara Brad Lazarowich, Tony Sericolo |
| P. Rinne (46 min 41 s) A. Lindbäck (13 min 14 s) | Gardiens | R. Emery                            | | Arbitrage : Dan O'Halloran, Brian Pochmara Brad Lazarowich, Tony Sericolo |
| 32 min                                           | Pénalités | 10 min                              | | Arbitrage : Dan O'Halloran, Brian Pochmara Brad Lazarowich, Tony Sericolo |
| 22                                               | Tirs | 38                                  | | Arbitrage : Dan O'Halloran, Brian Pochmara Brad Lazarowich, Tony Sericolo |

| 22 avril 2011 | Anaheim | 3-4 (pr) (0-1, 1-0, 2-2, 0-1) | Nashville | Honda Center 17 385 spectateurs |

| Feuille de match | Feuille de match | Feuille de match            | Feuille de match | Feuille de match                                                         |
| ---------------- | --- | --------------------------- | --- | ------------------------------------------------------------------------ |
|                  | - J. Blake (S. Koivu - L. Sbisa) (SN) — 33 min 39 s B. Ryan — 40 min 40 s - J. Blake (T. Selänne - S. Koivu) — 54 min 16 s - | 0-1 1-1 2-1 2-2 3-2 3-3 3-4 | 8 min 32 s — K. Klein (J. Tootoo - N. Spaling) - 51 min 20 s — J. Ward (D. Legwand) - 59 min 24 s — S. Weber (C. Franson - M. Fisher) 61 min 57 s — J. Smithson (J. Tootoo - N. Spaling) | Arbitrage : Kelly Sutherland, Wes McCauley Scott Driscoll, Brad Kovachik |
| R. Emery         | Gardiens | P. Rinne                    | | Arbitrage : Kelly Sutherland, Wes McCauley Scott Driscoll, Brad Kovachik |
| 4 min            | Pénalités | 4 min                       | | Arbitrage : Kelly Sutherland, Wes McCauley Scott Driscoll, Brad Kovachik |
| 26               | Tirs | 37                          | | Arbitrage : Kelly Sutherland, Wes McCauley Scott Driscoll, Brad Kovachik |

| 24 avril 2011 | Nashville | 4-2 (1-1, 1-1, 2-0) | Anaheim | Bridgestone Arena 17 113 spectateurs |

| Feuille de match | Feuille de match                                                                            | Feuille de match        | Feuille de match | Feuille de match                                                       |
| ---------------- | ------------------------------------------------------------------------------------------- | ----------------------- | --- | ---------------------------------------------------------------------- |
|                  | T. Selänne (S. Koivu) — 10 min 22 s - J. Blake (B. Ryan - Ľ. Višňovský) — 38 min 23 s(SN) - | 0-1 1-1 2-1 2-2 3-2 4-2 | - 19 min 32 s -— N. Spaling (J. Tootoo) 23 min 29 s — S. Sullivan (J. P. Dumont - B. Geoffrion) - 44 min 53 s — N. Spaling (J. Tootoo - P. Rinne) 59 min 50 s — D. Legwand (J. Ward) (SN) (cage vide) | Arbitrage : Paul Devorski, Steve Kozari Brad Lazarowich, Tony Sericolo |
| P. Rinne         | Gardiens                                                                                    | R. Emery                | | Arbitrage : Paul Devorski, Steve Kozari Brad Lazarowich, Tony Sericolo |
| 4 min            | Pénalités                                                                                   | 18 min                  | | Arbitrage : Paul Devorski, Steve Kozari Brad Lazarowich, Tony Sericolo |
| 29               | Tirs                                                                                        | 27                      | | Arbitrage : Paul Devorski, Steve Kozari Brad Lazarowich, Tony Sericolo |

## Joueurs
Voici la liste des joueurs des Ducks d'Anaheim au cours de la saison 2010-2011 classés par poste.
| No | Nat                  | Nom               | Main   | Acquis | Lieu de naissance             |
| -- | -------------------- | ----------------- | ------ | ------ | ----------------------------- |
| 1  | Drapeau de la Suisse | Jonas Hiller      | Droite | 2006   | Felben-Wellhausen (Thurgovie) |
| 31 | Drapeau du Canada    | Curtis McElhinney | Gauche | 2010   | London (Ontario)              |

| No | Nat                     | Nom               | Main     | Acquis | Lieu de naissance              |
| -- | ----------------------- | ----------------- | -------- | ------ | ------------------------------ |
| 17 | Drapeau de la Slovaquie | Ľubomír Višňovský | Gaucher  | 2010   | Topoľčany (Tchécoslovaquie)    |
| 21 | Drapeau du Canada       | Sheldon Brookbank | Droitier | 2008   | Lanigan (Saskatchewan)         |
| 53 | Drapeau du Canada       | Brett Festerling  | Gaucher  | 2005   | Quesnel (Colombie-Britannique) |
| 58 | Drapeau des États-Unis  | Jake Newton       | Gaucher  | 2009   | San Jacinto (Californie)       |
| 60 | Drapeau du Canada       | Brendan Mikkelson | Gaucher  | 2005   | Regina (Saskatchewan)          |
|    | Drapeau de la Finlande  | Toni Lydman       | Gaucher  | 2010   | Lahti (Finlande)               |
|    | Drapeau du Canada       | Danny Syvret      | Gaucher  | 2010   | Millgrove (Ontario)            |
|    | Drapeau du Canada       | Andy Sutton       | Gaucher  | 2010   | Kingston (Ontario)             |

| No | Nat                    | Nom              | Main     | Position | Acquis | Lieu de naissance                |
| -- | ---------------------- | ---------------- | -------- | -------- | ------ | -------------------------------- |
| 8  | Drapeau de la Finlande | Teemu Selänne    | Droitier | AD       | 2005   | Helsinki (Finlande)              |
| 9  | Drapeau des États-Unis | Bobby Ryan       | Droitier | AD       | 2005   | Cherry Hill (New Jersey)         |
| 10 | Drapeau du Canada      | Corey Perry      | Droitier | AD       | 2003   | Haileybury (Ontario)             |
| 11 | Drapeau de la Finlande | Saku Koivu (A)   | Gaucher  | C        | 2009   | Turku (Finlande)                 |
| 14 | Drapeau du Canada      | Joffrey Lupul    | Droitier | AD       | 2009   | Edmonton (Alberta)               |
| 15 | Drapeau du Canada      | Ryan Getzlaf (A) | Droitier | C        | 2003   | Régina (Saskatchewan)            |
| 16 | Drapeau des États-Unis | George Parros    | Droitier | AD       | 2006   | Washington (Pennsylvanie)        |
| 20 | Drapeau des États-Unis | Ryan Carter      | Gaucher  | C        | 2006   | White Bear Lake (Minnesota)      |
| 22 | Drapeau des États-Unis | Todd Marchant    | Gaucher  | C        | 2005   | Buffalo (New York)               |
| 28 | Drapeau du Canada      | Kyle Chipchura   | Gaucher  | C        | 2009   | Westlock (Alberta)               |
| 32 | Drapeau du Canada      | Kyle Calder      | Gaucher  | AG       | 2009   | Mannville (Alberta)              |
| 33 | Drapeau des États-Unis | Jason Blake      | Gaucher  | AG       | 2009   | Moorehead (Minnesota)            |
| 39 | Drapeau du Canada      | Matt Beleskey    | Gaucher  | AG       | 2006   | Windsor (Ontario)                |
| 42 | Drapeau des États-Unis | Dan Sexton       | Droitier | AD       | 2009   | Apple Valley (Minnesota)         |
| 47 | Drapeau des États-Unis | Rob Bordson      | Gaucher  | AD       | 2009   | Duluth (Minnesota)               |
| 50 | Drapeau du Canada      | Troy Bodie       | Droitier | AG       | 2008   | Portage la Prairie (Manitoba)    |
| 63 | Drapeau des États-Unis | Nick Bonino      | Gaucher  | C        | 2007   | Hartford (Connecticut)           |
|    | Drapeau du Canada      | Aaron Voros      | Gaucher  | AG       | 2010   | Vancouver (Colombie-Britannique) |